# Nationaal park Keep River
Het Nationaal park Keep River ligt in het Australische Noordelijk Territorium, 418 km ten zuidwesten van Darwin en 468 km ten westen van Katherine. De dichtstbijzijnde plaats is Kununurra in West-Australië.
Het park bevat een aantal opvallende zandsteenformaties. Op het einde van het pad dat door de vallei loopt die uitgesleten werd door de rivier de Keep bevindt zich een plaats waar aboriginalkunst te zien is. Het park ligt in het gebied dat toebehoort aan de Mirriwung- en Gadjerongstammen.
In het regenseizoen kan het Nationaal park Keep River ontoegankelijk worden door overstromingen (zoals voor de meeste parken in de Top End geldt). De aangewezen periode om het park te bezoeken loopt van mei tot augustus, wanneer de temperaturen tussen de 10 en de 35 graden vallen.

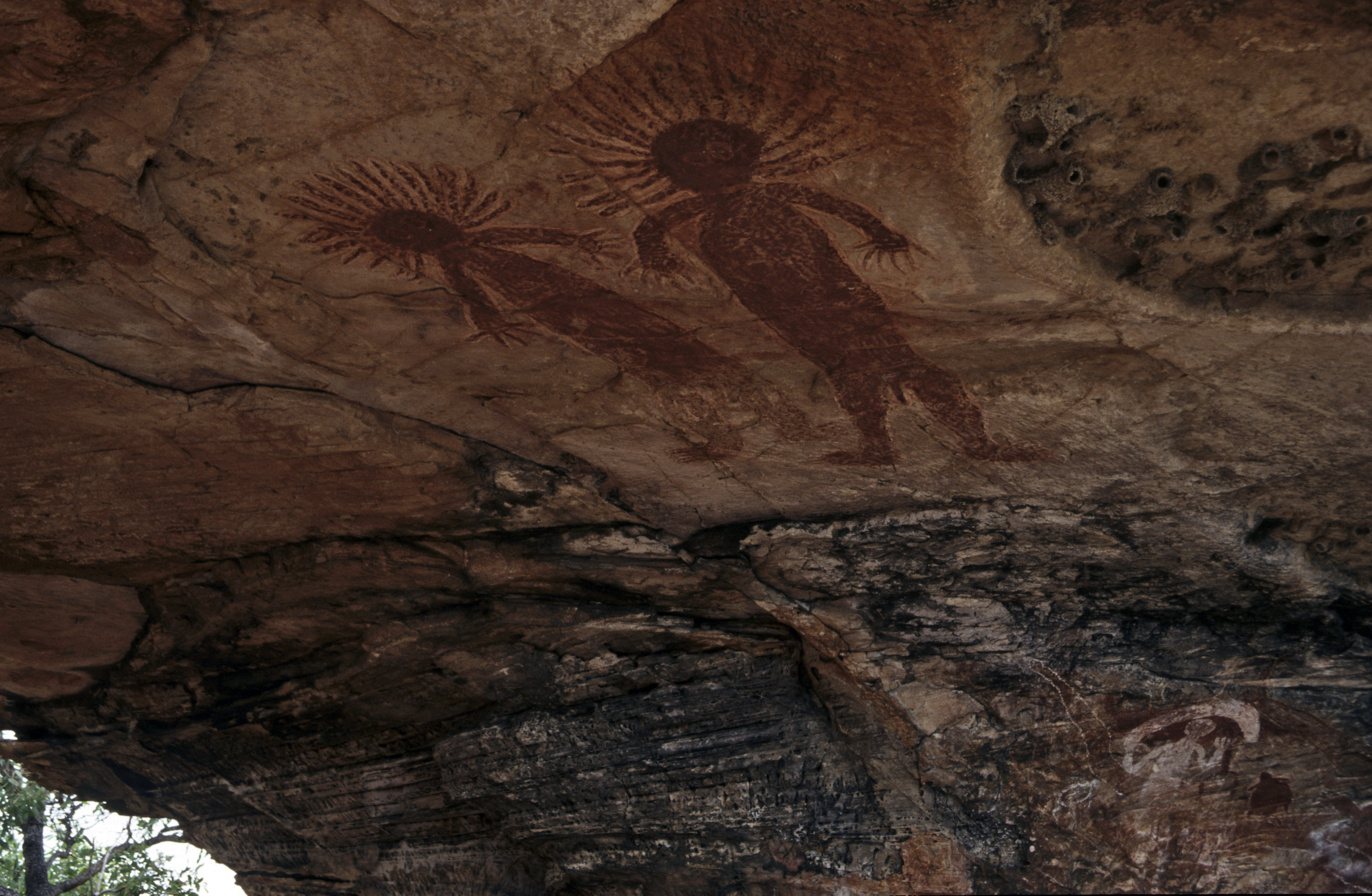
Aboriginal rotstekeningen bij de rotskunstlocatie Nganalam